# Mark Lee (sångare)
Mark Lee, som artist ofta enbart Mark (koreanska: 마크), född 2 augusti 1999 i Toronto, är en kanadensisk rappare och låtskrivare huvudsakligen verksam i Sydkorea. Han är medlem i k-popgruppen NCT och dess undergrupper NCT U, NCT 127 och NCT Dream, samt medlem i supergruppen SuperM.

## Biografi

### Bakgrund och SM Rookies
Mark föddes i Toronto och bodde även i New York och Vancouver under sin uppväxt. Han rekryterades av sydkoreanska SM Entertainment genom en av agenturens internationella auditioner i Vancouver 2012. I december 2013 blev Mark en av de nya medlemmarna i SM Rookies, ett projekt avsett att ge SM Entertainments unga artister praktiska erfarenheter innan de gör sin officiella debut i grupp eller som soloartister. Under 2014 medverkade Mark tillsammans med andra Rookies i underhållningsprogrammet Exo 90:2014 på Mnet, ett program om 1990-talets k-pop lett av medlemmarna i SM:s pojkband Exo. Under 2015 medverkade Mark och åtta andra Rookies i The Mickey Mouse Club på sydkoreanska Disney Channel, lett av Leeteuk från SM:s pojkband Super Junior.

### 2016–2018: NCT och självständiga projekt
SM presenterade sitt nya pojkband NCT i början av 2016, bestående av en huvudgrupp med ett obegränsat antal medlemmar som delas upp i mindre undergrupper för olika ändamål. Den första undergruppen NCT U, avsedd för samarbeten mellan olika kombinationer av NCT-medlemmar, släppte sin första singel "The 7th Sense" 9 april 2016. Singeln gjordes av Mark och fyra andra tidigare Rookies-medlemmar som nu gjorde sin officiella debut i NCT. Mark har medverkat som textförfattare i NCT från "The 7th Sense" och framåt. I juli 2016 debuterade NCT:s andra undergrupp, Seoulbaserade NCT 127, bestående av Mark och sex andra medlemmar. Debut-EP:n NCT #127 och singeln "Fire Truck" släpptes 10 juli 2016. NCT #127 nådde första plats på den nationella koreanska albumlistan Gaon. I augusti presenterades Mark som en av medlemmarna i NCT:s tredje undergrupp, NCT Dream, som var avsedd för tonåriga artister. Gruppen debuterade 24 augusti 2016 med singeln "Chewing Gum". Gruppens första album, singelabumet The First, utkom 9 februari 2017 och toppade Gaons albumlista. 2016 medverkade Mark även i Henry Laus låt "Ni mam-e deul-eogallae (Going Through Your Heart)" för KBS-dramat Urijib-e saneun namja (The Man Living in Our House). Låten utkom 26 oktober.
I januari 2017 deltog Mark i Godeungnaepeo (High School Rapper) på Mnet, ett tävlingsprogram för rappare i övre tonåren. Han tog sig till finalen där han framförde en egen låt, "Dugoga (Drop)", tillsammans med Seulgi från Red Velvet. Han placerade sig sjunde i finalen. 6 januari 2017 utkom NCT 127:s EP Limitless, där Mark för första gången deltog i både text och komposition på låten "Baby Don't Like It". 7 juli 2017 utkom singeln "Young & Free", ett samarbete mellan Mark och Xiumin från Exo, som gavs ut som del av musikprojektet SM Stations andra säsong. Under sommaren 2017 medverkade Mark även i underhållningsprogrammet Nundeong-i peurojekteu (Snowball Project), ett samarbete mellan SM och Mystic Entertainment där artister från de två bolagen gjorde låtar tillsammans. Mark och Park Jae-jung skrev R&B-låten "Lemonade Love", som släpptes 21 juli genom SM Station.
Mark utexaminerades från School of Performing Arts Seoul i februari 2018, där han studerat dans. Mellan februari 2018 och januari 2019 var Mark en av programledarna i musikprogrammet Eum-akjungsim (Music Core) På MBC tillsammans med Ong Seong Woo från Wanna One och Mina från Gugudan. I maj 2018 offentliggjordes att Mark var en av deltagarna i andra säsongen av realityserien Ibul bakk-eun wiheomhae (It’s Dangerous Beyond the Blankets) på MBC, om en grupp kända hemmasittare på semester. Mark deltog i en resa till Vietnam tillsammans med skådespelaren Lee Yi-kyung, Kang Daniel från Wanna One och Yong Jun-Hyung från Highlight. 18 oktober 2018 utkom låten "Naraneun kkum (Dream Me)", ett samarbete med Joy från Red Velvet för KBS-dramat Oneurui Tamjeong (The Ghost Detective). 31 december 2018 blev Mark den första medlemmen att lämna NCT Dream, eftersom han enligt det koreanska sättet att räkna ålder blev 21 år vid årsskiftet och därmed uppnådde gruppens övre åldersgräns. Medlemmarna skrev låten "Dear Dream" tillägnad Mark med anledning av hans avsked, och låten utkom på EP:n We Go Up som släpptes tidigare under hösten.

### 2019–idag: SuperM
7 augusti 2019 presenterades medlemmarna i SM Entertainmens nya supergrupp SuperM, bildad i samarbete med amerikanska Capitol Music Group och avsedd att huvudsakligen marknadsföras i USA. Mark och de övriga sex medlemmarna var samtliga handplockade för gruppen av SM:s grundare Lee Soo-man. Gruppens debut-EP SuperM släpptes 4 oktober 2019 och toppade den amerikanska Billboard 200-listan.
I april 2020 meddelade SM Entertainment att Mark åter skulle inkluderas som medlem i NCT Dream, efter att gruppen ifrångått sitt åldersbaserade koncept och istället omvandlats till en permanent grupp bestående av gruppens sju ursprungliga medlemmar.

## Diskografi

### Singlar
- 2017 – "Young & Free", med Xiumin för SM Station, säsong 2
- 2017 – "Lemonade Love", med Park Jae-jung för SM Station, säsong 2

### Soundtrack
- 2016 – "Ni mam-e deul-eogallae (Going Through Your Heart)"[b], med Henry Lau för dramaserien Urijib-e saneun namja (The Man Living in Our House)[c]
- 2018 – "Naraneun kkum (Dream Me)"[d], med Joy för dramaserien Oneurui Tamjeong (The Ghost Detective)[e]

### Övrigt
- 2017 – "Dugoga (Drop)"[f], med Seulgi, för Godeungnaepeo (High School Rapper)

## Filmografi

### TV
- 2014 – Exo 90:2014
- 2015 – Mickey Mouse Club
- 2017 – Godeungnaepeo (High School Rapper)[g]
- 2017 – Nundeong-i peurojekteu (Snowball Project)[h]
- 2018–2019 – Syo! Eum-akjungsim (Show! Music Core)[i]
- 2018 – Ibul bakk-eun wiheomhae (It’s Dangerous Beyond the Blankets)[j]